# Alte Börse (Zürich)

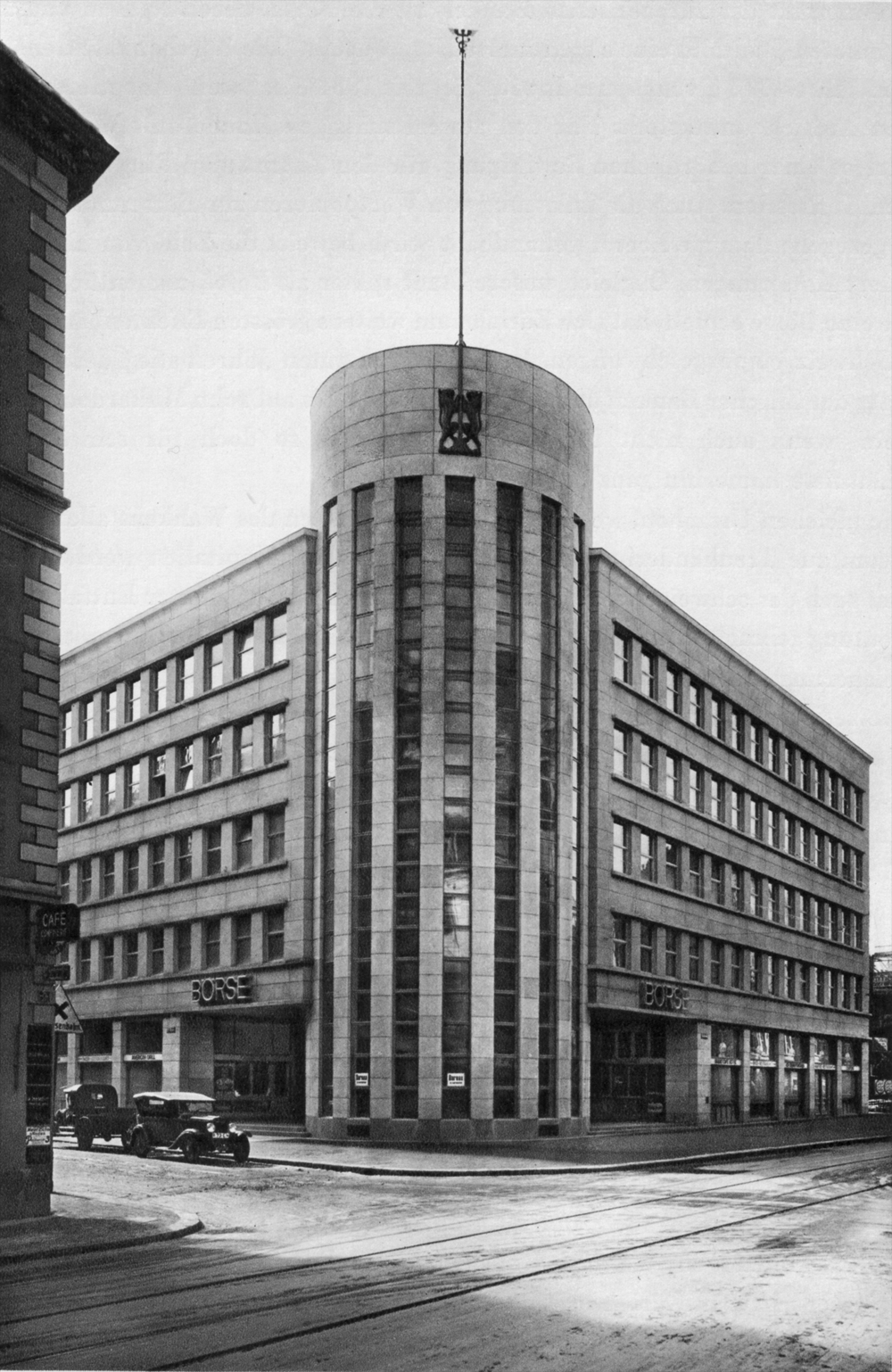
Erschliessungzylinder Ecke Talstrasse-Bleicherweg, kurz nach Fertigstellung des Gebäudes, ca. 1930

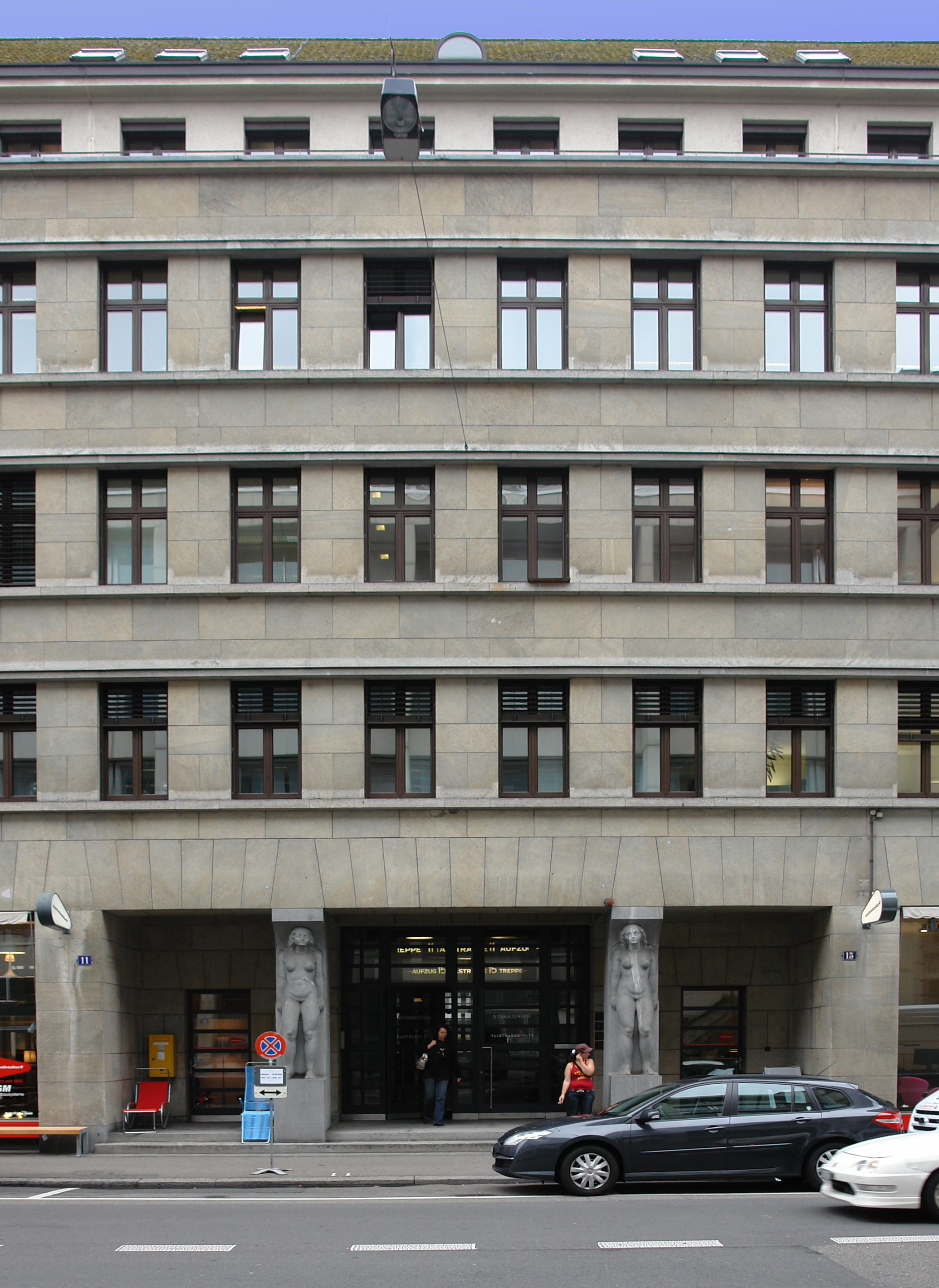
Fassadendetail, Nebeneingang mit zeittypischen Karyatiden

Die Alte Börse, unweit des Paradeplatzes in Zürich, war bis 1992 der grösste Schweizer Handelsplatz für Wertpapiere, als sie an den Neubau an der Stauffacherbrücke umzog.
Geplant und 1928–1930 vom Zürcher Architekturbüro Henauer und Witschi erbaut, fällt der grosse, turmartige Eckrisalit auf, der durch seine zylindrische Form und vertikale Gliederung – er beherbergt ein Treppenhaus – einerseits klar die übereck realisierte Eingangssituation anzeigt, andererseits aber auch gegen den Paradeplatz mit seinen Bankenhauptsitzen ein selbstbewusstes Zeichen setzt.
Hinter den strassenbegleitenden Fassaden mit den langen horizontalen Fensterbändern befinden sich Büros, die den eigentlichen Börsensaal und darüberliegend die Effektenbörse umschliessen. Das Erdgeschoss wird für Publikumsnutzungen wie Cafés und Läden freigehalten.

## Wohnbedarf AG
In den Geschäftsräumen an der Talstrasse 11 wurden 1932 vom jungen Marcel Breuer, dessen erster grösserer Auftrag es war, die Schauräume der avantgardistischen und dem Bauhaus verpflichteten Wohnbedarf AG gestaltet und 1933 eröffnet. Diese Handelsgesellschaft war aus der Erkenntnis beim Bau der Werkbundsiedlung Neubühl entstanden, dass es notwendig sei, funktionsgerechte, serienmässig produzierbare und erschwingliche Möbel anzubieten. Sie wurde vom Kaufmann Rudolf Graber, dem Entwurfslehrer der ETH Zürich und Architekten Werner Max Moser und dem Vorkämpfer des Neuen Bauens in der Schweiz, Sigfried Giedion gegründet. Die Einrichtung ist nicht mehr original vorhanden, Umbauten erfolgten 1958 und 1970; die Räumlichkeiten in der Liegenschaft Talstrasse 15 konnten 1995 übernommen werden. Bis zum Umzug an die Uraniastrasse 40 aufgrund der Gebäudesanierung konnte man noch viel von der Entwurfsidee, des mit seinen Möbelentwürfen damals bereits bekannt gewordenen jungen Gestalters sehen.